# 大長編ドラえもん
『大長編ドラえもん』（だいちょうへんドラえもん）は、藤子・F・不二雄（藤本弘）による日本の児童・SF漫画『ドラえもん』の長編作品。1979年（昭和54年）から1997年（平成9年）まで、1年を除き毎年1作が執筆された。

## 概要
藤本の手による作品は全17作。タイトルは必ず「のび太の」もしくは「のび太と」から始まる。すべて同名の長編アニメ映画となって、連載開始の翌年に公開された。
通常の『ドラえもん』が掲載1回毎の完結を基本としているのに対し、『大長編』は映画1作の分量となる1つの長編が数回に分けて連載され、多くの作品でドラえもん、野比のび太、源静香、剛田武（ジャイアン）、骨川スネ夫の5人が作品ごとに異なる様々な冒険に立ち向かう様が描かれている。
1996年（平成8年）の藤本の死去後も新作（またはリメイク作）の大長編漫画が連載され、藤子・F・不二雄プロの著者名で単行本化されている。単行本は、短編の『ドラえもん』から独立した『大長編ドラえもん』として発行されている（2006年以降の作品は「映画ストーリー」シリーズなどの名称で発行）。
同様に歴史冒険やSF的な要素が強い『T・Pぼん』が「大長編ドラえもん」に影響を強く与えた可能性も指摘されている。
以下では『大長編ドラえもん』の名称で単行本が出版されているシリーズに加え、2006年以降に同様に『月刊コロコロコミック』に連載された長編漫画（2作を除き「映画ストーリー」のシリーズ名で単行本化）や、長編映画ドラえもんを元にしたその他の長編漫画作品についても述べる。

## 区分
『ドラえもん』の大長編作品は、下記の3期に区分できる。
- 1979年12月〜1997年3月 藤本作品 - 藤本が執筆し完結させた第1作〜第16作と、遺作となった第17作。
- 1997年9月〜2004年「まんが版▷映画シリーズ」 - 藤子プロの萩原伸一と岡田康則が執筆した第18作〜第24作。
- 2006年〜「映画ストーリー」シリーズなど - 声優交代を含むアニメの大幅リニューアル後に執筆された第25作以降。漫画は岡田康則とむぎわらしんたろう（萩原が改名）が執筆。

## 作品一覧

### 藤本執筆時代
- VOL：発表順、およびてんとう虫コミックス等での単行本の巻数。
- 開始月号：『月刊コロコロコミック』での連載開始号。『〜恐竜』のみ「初出年」の翌年表示号で連載開始。
- 完結月号：『月刊コロコロコミック』での連載完結号。VOL.2〜20は「初出年」の翌年に完結。
- 連載回数：『月刊コロコロコミック』での連載回数。
- 初出名義：初出時の作者名義。すべて藤本弘単独作（安孫子素雄は執筆に関与していない）。
- F全：〈藤子・F・不二雄大全集〉での収録巻（その他の単行本の詳細は#単行本および#書誌情報を参照）。

| VOL | タイトル                   | 初出年 | 開始 月号 | 完結 月号 | 連載 回数 | 初出名義        | F全 | 備考 |
| --- | -------------------------- | ------ | --------- | --------- | --------- | --------------- | --- | --- |
| 1   | のび太の恐竜               | 1979   | 1980年 1  | 3         | 3         | 藤子不二雄      | 1   | 1979年12月15日発売の1980年1月号から連載開始。短編版の初出は1975年。 |
| 2   | のび太の宇宙開拓史         | 1980   | 9         | 2         | 6         | 藤子不二雄      | 1   | |
| 3   | のび太の大魔境             | 1981   | 9         | 2         | 6         | 藤子不二雄      | 1   | |
| 4   | のび太の海底鬼岩城         | 1982   | 8         | 2         | 7         | 藤子不二雄      | 2   | 連載第4回までのタイトルは「のび太の海底城」。 |
| 5   | のび太の魔界大冒険         | 1983   | 9         | 2         | 6         | 藤子不二雄      | 2   | |
| 6   | のび太の宇宙小戦争         | 1984   | 8         | 1         | 6         | 藤子不二雄      | 2   | |
| 7   | のび太と鉄人兵団           | 1985   | 8         | 1         | 6         | 藤子不二雄      | 3   | |
| 8   | のび太と竜の騎士           | 1986   | 11        | 3         | 5         | 藤子不二雄      | 3   | |
| 9   | のび太の日本誕生           | 1988   | 10        | 3         | 6         | 藤子不二雄Ⓕ     | 4   | 2月号まで藤子不二雄Ⓕ名義。3月号のみ藤子・F・不二雄名義。 |
| 10  | のび太とアニマル惑星       | 1989   | 10        | 3         | 6         | 藤子・F・不二雄 | 4   | |
| 11  | のび太のドラビアンナイト   | 1990   | 9         | 2         | 6         | 藤子・F・不二雄 | 4   | |
| 12  | のび太と雲の王国           | 1991   | 10        | 3         | 4+2       | 藤子・F・不二雄 | 5   | 藤本の体調不良により1月号で中断。2,3月号は絵物語形式（藤子プロ作画）。 後に『ドラえもんクラブ』2号（1994年5月1日）に完結編漫画を描き下し。                                                                                                   |
| 13  | のび太とブリキの迷宮       | 1992   | 9         | 3         | 6         | 藤子・F・不二雄 | 5   | 1月号休載。 |
| 14  | のび太と夢幻三剣士         | 1993   | 9         | 3         | 6         | 藤子・F・不二雄 | 5   | 1月号休載。 |
| 15  | のび太の創世日記           | 1994   | 9         | 3         | 6         | 藤子・F・不二雄 | 6   | 12月号休載。 |
| 16  | のび太と銀河超特急         | 1995   | 9         | 2         | 6         | 藤子・F・不二雄 | 6   | |
| 17  | のび太のねじ巻き都市冒険記 | 1996   | 9         | 3         | 6         | 藤子・F・不二雄 | 6   | 絶筆。連載第3回の執筆中に藤本が死去。藤本によるペン入れは連載第1回の扉と4色ページのみ。連載第3回までは藤本の下描きを藤子プロの作画スタッフ（萩原伸一ら）が仕上げた。死去後は遺された藤本のネーム、原案等に基づき藤子プロが制作。11月号休載。 |

#### ストーリーアイディアコンテスト
1982年の大長編連載前の『月刊コロコロコミック』7月号にて、「読者のみなさんが考えた長編ドラえもんのストーリーと、藤子先生が描いたストーリーをくらべる」という企画趣旨で物語の案が募集された（400字詰原稿用紙5枚以内。『のび太の海底城』のタイトルのみ予告に掲載済み）。下記の2作が優秀作に選ばれ、10月号にあらすじが掲載された。その際に、藤本がそれぞれ1コマずつ挿絵を描き下ろした（藤子・F・不二雄大全集『大長編ドラえもん』第2巻に収録）。
- のび太の月面城
- のび太の地球救出作戦

### 藤本没後

#### 1997年〜2004年（大長編ドラえもん まんが版▷映画シリーズ）
- No：まんが版▷映画シリーズ内のシリーズナンバー。
- 下記の表内には、基本的に漫画単行本（てんとう虫コミックス）にクレジットされている名前を記した。
  - VOL.19〜23の「作画」または「まんが」のみ、雑誌連載時の表記。
    - 萩原、岡田はともに「藤子・F・不二雄プロ」に勤務（萩原は2000年、岡田は2003年に独立）。

  - 単行本の著者はすべて「藤子・F・不二雄プロ」。
    - 単行本のカバーには、この著者名のみ記載。他の作者名の記載はなし。

  - 原作クレジットはすべて「藤子・F・不二雄」。

##### VOL.18〜20
- 「岸間信明」はVOL.21〜24だけでなく、VOL.18〜20の作品においても映画で脚本としてクレジットされており、漫画作品も岸間のシナリオを元に執筆されているが、漫画ではクレジットされていない。
- VOL.18〜20の映画は「萩原、芝山努らが複数人で会議を行いプロットを作成」「プロットを元に岸間がシナリオを執筆」「シナリオを元に萩原が連載漫画を執筆」「連載漫画を元に芝山が絵コンテを執筆（終盤はシナリオのみを元に執筆）」という流れで作られた[2]。萩原はプロット作成者の1人であり、萩原の漫画を元に映画が作られているため、萩原の漫画を「映画の単なるコミカライズ」と表現するのは誤り。

| VOL | No | タイトル           | 初出年 | 開始 月号 | 完結 月号 | 連載 回数 | 作画                 | 備考 |
| --- | -- | ------------------ | ------ | --------- | --------- | --------- | -------------------- | --- |
| 18  | 1  | のび太の南海大冒険 | 1997   | 10        | 3         | 6         | 萩原伸一（藤子プロ） | 映画でのクレジットは「原作作画：萩原伸一（藤子プロ）」。序盤で使用されている短編漫画「南海の大冒険」を藤本が描いたのは1980年。                                     |
| 19  | 2  | のび太の宇宙漂流記 | 1998   | 10        | 3         | 6         | 萩原伸一（藤子プロ） | 映画でのクレジットは「原作作画：萩原伸一（藤子プロ）」。序盤で使用されている短編漫画「宇宙探検すごろく」を藤本が描いたのは1979年。                                 |
| 20  | 3  | のび太の太陽王伝説 | 1999   | 10        | 3         | 6         | 藤子プロ             | 映画でのクレジットは「原作作画：藤子プロ」。本作の舞台のモチーフとなっているマヤ文明を扱った漫画『T・Pぼん』「チャク・モールのいけにえ」を藤本が描いたのは1980年。 |

##### VOL.21〜24
- 漫画の連載時期が4か月遅くなり、連載回数も2回となった（映画原作としての要素よりも、映画のコミカライズとしての要素が強くなったと考えられる）。
- 「映画シナリオ」として岸間信明がクレジットされるようになった。
- 「作画」表記は「まんが」表記に変更された。

| VOL | No | タイトル                 | 初出年 | 開始 月号 | 完結 月号 | 連載 回数 | まんが               | 映画シナリオ | 備考 |
| --- | -- | ------------------------ | ------ | --------- | --------- | --------- | -------------------- | ------------ | --- |
| 21  | 4  | のび太と翼の勇者たち     | 2001   | 2         | 3         | 2         | 岡田康則（藤子プロ） | 岸間信明     | 映画でのクレジットは「原作作画：藤子プロ」。本作に登場するひみつ道具「バードキャップ」がはじめて登場する短編漫画「バードキャップ」を藤本が描いたのは1984年。 |
| 22  | 5  | のび太とロボット王国     | 2002   | 2         | 3         | 2         | 岡田康則（藤子プロ） | 岸間信明     | 映画でのクレジットは「原作作画：藤子プロ」。 |
| 23  | 6  | のび太とふしぎ風使い     | 2003   | 2         | 3         | 2         | 岡田康則（藤子プロ） | 岸間信明     | 映画でのクレジットは「原作作画：藤子プロ」。本作の主要キャラクター「フー子」が登場する短編漫画「台風のフー子」を藤本が描いたのは1974年。                     |
| 24  | 7  | のび太のワンニャン時空伝 | 2004   | 2         | 3         | 2         | 岡田康則             | 岸間信明     | 岡田は「まんが作画」で映画にもクレジット。序盤で使用されている短編漫画「のら犬「イチ」の国」を藤本が描いたのは1980年。                                       |

#### 2006年〜（映画ストーリーなど）
2006年以降の作品の多くは「映画ストーリー」のシリーズ名で単行本化されているが、一部の作品は「大長編ドラえもん」のタイトルで連載された。
- #：上記単行本『大長編ドラえもん』シリーズからの通し番号。
- 大#：過去の大長編のリメイク作品を除いた通し番号。
- 単行本（レーベルは「てんとう虫コミックススペシャル」）
  - OC：オリジナルコミック（書名の一部）
  - ES：映画ストーリー（シリーズ名）
- 終了月号：『月刊コロコロコミック』での連載終了号。雑誌連載では完結せず、単行本にて完結編が描き下ろされた作品もある。
- 下記の表内には、漫画単行本にクレジットされている名前を記した（一部は短縮して記載）。
  - 著者：「FP」は「藤子・F・不二雄プロ」を表す。
  - 原作：「F」は「藤子・F・不二雄」を表す。
  - まんが：「むぎわら」は「むぎわらしんたろう」を表す。
  - 協力：下表内の#25を除く全作品に「協力／藤子プロ」と表示されている。
- 太字：カバーに大きな文字で記載されている人物（その作品への関与量を表しているわけではなく、#28以降から、単に「藤子・F・不二雄」を大きくするルールに変わったものと考えられる[注 5]）。

| #  | 大# | タイトル                               | 単行本 | 初出年 | 開始 月号 | 終了 月号 | 連載 回数 | 著者 | 原作 | まんが   | シナリオ        | 備考 |
| -- | --- | -------------------------------------- | ------ | ------ | --------- | --------- | --------- | ---- | ---- | -------- | --------------- | --- |
| 25 | -   | のび太の恐竜2006 DS                    | OC     | 2006   | 2         | 3         | 2         | -    | F    | 岡田康則 | セガ            | 著者表示なし。第1作のリメイク映画『のび太の恐竜2006』の公開時に発売されたゲームのストーリーをモチーフにした漫画。                                                                                                   |
| 26 | -   | のび太の新魔界大冒険 〜7人の魔法使い〜 | ES     | 2006   | 2007年 1  | 3         | 3         | FP   | F    | 岡田康則 | 真保裕一        | 第5作（初出は1983年）のリメイク。2006年12月15日発売の2007年1月号に連載第1回が掲載。2007年3月発売の単行本で完結編を描き下ろし。岡田は「まんが作画」で映画にもクレジット。                                            |
| 27 | 25  | のび太と緑の巨人伝                     | ES     | 2008   | 2         | 3         | 2         | FP   | F    | 岡田康則 | 大野木寛        | 2008年3月発売の単行本で完結編を描き下ろし。岡田は「まんが作画」で映画にもクレジット。序盤で使用されている短編漫画「さらばキー坊」を藤本が描いたのは1984年。                                                         |
| 28 | -   | 新・のび太の宇宙開拓史 超まんが外伝    | -      | 2009   | 3         | 4         | 2         | -    | F    | 岡田康則 |                 | 単行本未発売。著者表示なし。第2作『宇宙開拓史』（初出は1980年）を再構成した状況説明後に、新キャラクター「モリーナ」「ホシナガスクジラ」らが登場する外伝ストーリーを展開。岡田は「まんが作画」で映画にもクレジット。 |
| 29 | 26  | のび太の人魚大海戦                     | ES     | 2010   | 2         | 3         | 2         | FP   | F    | 岡田康則 | 真保裕一        | 2010年3月発売の単行本で完結編を描き下ろし。岡田は「ストーリー協力・まんが作画」で映画にもクレジット。序盤で使用されている短編漫画「深夜の町は海の底」を藤本が描いたのは1990年。                                     |
| 30 | 27  | のび太と奇跡の島                       | ES     | 2011   | 11        | 4         | 6         | FP   | F    | むぎわら |                 | むぎわらは「企画・原案協力 / まんが」で映画にもクレジット。序盤で使用されている短編漫画「モアよドードーよ、永遠に」を藤本が描いたのは1978年。                                                                       |
| 31 | 28  | のび太のひみつ道具博物館               | ES     | 2013   | 2         | 4         | 3         | FP   | F    | むぎわら |                 | 2013年4月発売の単行本で完結編を描き下ろし。むぎわらは「企画・原案協力 / まんが」で映画にもクレジット。 |
| 32 | 29  | のび太の宇宙英雄記                     | ES     | 2014   | 12        | 5         | 6         | FP   | F    | むぎわら |                 | むぎわらは「企画・原案協力 / まんが」で映画にもクレジット。ヒーローのモチーフとなっている漫画『ミラ・クル・1』を藤本が描いたのは1979年。                                                                            |
| 33 | 30  | のび太の新恐竜                         | ES     | 2019   | 10        | 3         | 6         | FP   | F    | むぎわら | [脚本] 川村元気 | 第1作（初出は1979年）のオマージュを盛り込んだオリジナル作品。2020年3月発売の単行本で完結編を描き下ろし。むぎわらと作品名が「まんが」で映画にもクレジット（ときわ藍の漫画も併記）。                                  |

### その他

#### 少女漫画
| タイトル                                  | 単行本                     | 初出年 | 開始 月号 | 終了 月号 | 連載 回数 | 著者 | 原作 | まんが   | 脚本     | 備考                                                                             |
| ----------------------------------------- | -------------------------- | ------ | --------- | --------- | --------- | ---- | ---- | -------- | -------- | -------------------------------------------------------------------------------- |
| のび太の新恐竜 〜ふたごのキューとミュー〜 | ちゃおコミックススペシャル | 2019   | 2020年 1  | 4         | 4         | FP   | F    | ときわ藍 | 川村元気 | 少女漫画の画風で映画をコミカライズ。2019年12月1日発売の2020年1月号から連載開始。 |

#### 長編以外
『コロコロコミック』に掲載された長編映画ドラえもん関連漫画作品のうち、長編以外のもの。いずれも単行本未収録。併映作品の漫画は「Template:ドラえもん映画作品」の「漫」欄と、各作品の個別ページを参照。
- 新・のび太と鉄人兵団 〜はばたけ 天使たち〜 超特別編 - [まんが]岡田康則。48頁。映画の前日譚。2011年3月号。
- ドラえもん のび太の南極カチコチ大冒険 ギャグ編 - [まんが]むぎわらしんたろう。「協力：サバンナ高橋茂雄（映画ドラえもん南極カチコチ隊）」と記載されている。4コマ漫画形式。2016年12月号〜翌2月号まで3回連載。

## 藤本執筆時代

### 大長編ドラえもんシリーズの誕生
第1作となる『のび太の恐竜』の連載は、1979年（昭和54年）12月15日に発売された『月刊コロコロコミック』1980年（昭和55年）1月号より『映画ドラえもん』のタイトルで開始された（藤子不二雄の藤本弘による執筆作品）。1979年に『ドラえもん』の映画製作が決定したため、1975年（昭和50年）に発表した短編『のび太の恐竜』に大幅に加筆し、映画製作用の長編にした。
第2作『のび太の宇宙開拓史』は1980年9月号から、映画化を前提としない連載漫画として開始され、連載途中で映画化が発表された。この第2作以降は全て描き下ろしとなる。概ね毎年8月号〜10月号に連載を開始し、映画上映日が近い1月号〜3月号に完結。大長編1作につき6回程度の連載というスケジュールが恒例となった
第3作から第5作も連載途中で映画化が発表されたが、第6作の『のび太の宇宙小戦争』以降から、連載第1回目から「映画化決定」と記載されるようになった。
『大長編ドラえもん』という表記が扉に初めて記載されたのは、第4作の連載第2回目である。

### 大長編漫画と映画の関係
「大長編ドラえもん」は「映画の原作漫画」と呼ばれることもあるが、映画はあくまでも未完結の漫画作品を元に作られている場合が多い。漫画の連載は映画制作よりもわずかに先行して開始されるが、連載と重なったスケジュールで映画が作られ、映画の制作が漫画連載を追い抜く速度で進行するためである。
藤本は、存命中のほぼすべての映画ドラえもん長編作品で「藤子不二雄」または「藤子・F・不二雄」の名前で「原作・脚本」として映画にクレジットされているが、実際にはほとんどの作品で「文字原稿として完成した脚本」は作成されず、藤本が連載する『大長編ドラえもん』の漫画を脚本として映画監督が絵コンテを描くことで映画の制作が進められた。漫画連載の5、6回目は映画公開間近の時期に雑誌に掲載されるため、作品終盤の内容は藤本によるシノプシス（あらすじ）や資料を元に絵コンテが描かれた（『夢幻三剣士』公開後の芝山努監督のインタビューより）。この状況には芝山ですら「いつも最後の方に来て、やっと佳境に入って展開やテンポが早くなる。原作が月刊連載・全5回だとしたら、4回目までが映画の前半で、残り1回が後半」と苦言を呈し、芝山はせめてもの抵抗として映画化する際には前半を省略しつつ後半の展開を膨らませて、美術設定を時間を割いてまで新しく書き上げ、シチュエーションを変更したりした。
また、『夢幻三剣士』の場合は8月の初めに、藤本が執筆した連載漫画第1回の完成原稿を見ながら、プロデューサー、監督、作画監督、美術監督、藤本で打ち合わせを行い、9月の初めに美術設定、キャラクター設定等が決定されたという。
それでも尚、物語がラストシーンまで固まっていない状態で制作現場が動いていたため、映画の舞台の世界観の設定が固まっていない状態でアニメーター達が背景原図を起こしていた。
連載漫画の後半に出てくる舞台の景観や、メカ等は、藤本が個人でデザインしたものもあれば、アニメ映画の専門スタッフがデザインしたものが漫画に取り入れられる場合もあった。例えば、『のび太の恐竜』の場合は映画制作が1979年内から開始されていたため、黒い男、ドルマンスタインらのキャラクターデザイン、タイムマリン等のメカデザインはアニメスタッフによるもので、同一のデザインが漫画にも取り入れられた。
さらに、漫画の単行本は映画の公開後に発売されたが、その際には藤本が内容を修正することが常で、多数のページが加筆される場合も多かった。そのため、単行本だけを読んで「原作漫画のここが映画ではカットされている」等の指摘を行っても、的はずれとなってしまう場合がある。
「大長編ドラえもん」の多くの作品には「連載漫画版」「映画版」「単行本漫画版」の3種類の内容があることを理解しておく必要がある（作品によってはさらに多くの種類がある）。

### 藤本の体調不良
1988年（昭和63年）公開となった『のび太のパラレル西遊記』のみ、藤本の体調不良のために漫画が執筆されていない。このため、映画では第10作となる『のび太の日本誕生』は『大長編ドラえもん』では第9作となり、以降の作品では映画と漫画の通算数に1つのずれが生じている。
また、1991年（平成3年）から1992年（平成4年）にかけて連載されたVOL.12『のび太と雲の王国』は藤本の肝臓癌のために最終2話が連載当時には執筆されず、『コロコロ』には藤子・F・不二雄プロによる「完全ビジュアル版イラストストーリー」（イラストと文章）が掲載された。連載同年の単行本発行もされずにいたが、1994年（平成6年）に完結編が『ドラえもんクラブ』に掲載され、同年に単行本も発行された。このため、例年通りに発行されたVOL.13『のび太とブリキの迷宮』よりも遅い単行本化となっている。「完全ビジュアル版イラストストーリー」は映画と漫画のどちらの物語展開とも異なる内容だが、単行本や関連書籍には未収録となっている。
1996年（平成8年）、VOL.17『のび太のねじ巻き都市冒険記』の執筆中に藤本が意識を失い、その後肝不全により死去。同作が遺作となった。自身でペン入れまで行ったのは最初のカラー3ページのみで、連載3回目までは藤本の下描きを元に藤子プロが制作（連載2回目までは藤本自身が仕上がりを確認）、連載4〜6回は藤本が遺したネーム・原案を元に藤子プロが制作した。この『のび太のねじ巻き都市冒険記』までが藤本（藤子・F・不二雄）の作品とされている。
詳細はドラえもん映画作品#年表も参照。

### 藤本とアシスタントの作画分担
『大長編ドラえもん』が描かれた時期の藤本作品の作画は、下記のような分業が基本となっていた（例外あり。藤本が人物の全身をペン入れすることもあれば、はじめて出てくる背景等を描くこともあった）。
- 藤本が「コマ割り」「鉛筆での下描き」「ドラえもん等のキャラクターの全身のペン入れ」「人物の顔のペン入れ」を行う。
- チーフアシスタントが「服を着た人物の体のペン入れ」を行う。
- その他のアシスタントが「背景の作画」と「仕上げ」を行う。

『のび太のねじ巻き都市冒険記』で絵柄が変わったことから「『ねじ巻き都市冒険記』から藤本ではなく萩原伸一の作画に全面的に切り替わった」と誤解されることがあるが、萩原は2作前の『創世日記』からチーフアシスタントとして「人物の体のペン入れ」を行っており、『ねじ巻き都市冒険記』の連載第1回〜第3回ではペン入れの担当範囲が「人物の顔」と「ドラえもんの全身」に拡大したに過ぎない。藤本は鉛筆での下描きを行っており、一部のペン入れも行っていた。
なお、萩原は一般のアシスタントとして『日本誕生』から作画に参加している。
また、『大長編ドラえもん』において人物の体のペン入れを担当していたのは萩原だけではない。『大長編ドラえもん』が執筆された年代の、藤本のチーフアシスタントは下表の通り。
- 作品名の後ろの#は連載回。

| # | 初担当年 | 名前           | チーフアシスタントとしての大長編担当作品 |
| - | -------- | -------------- | ---------------------------------------- |
| 1 | 1979     | 田中道明       | 恐竜 – 宇宙開拓史#4                      |
| 2 | 1980     | たかや健二     | 宇宙開拓史#5 – 竜の騎士#1                |
| 3 | 1986     | いそほゆうすけ | 竜の騎士#2 – #5                          |
| 4 | 1988     | 西田真基       | 日本誕生 – 夢幻三剣士                    |
| 5 | 1994     | 萩原伸一       | 創世日記 – ねじ巻き都市冒険記            |

第1作から第19作までの作画への関与の一覧は下記の通り。
- 「F」は藤本弘、その他の一字はチーフアシスタント（または岡田康則）の名前の最初の一文字を表す。
- 表には藤本、藤本のチーフアシスタント経験者、岡田のみを記載しているが、その他にも大勢のアシスタントが作画を担当している。
- 『のび太の恐竜』の序盤の1975年の短編から流用されている部分は、方倉陽二がチーフアシスタントを務めている。
- 単行本で加筆修正されたコマの作画には、その作業を行った年代のアシスタントが関わっているが下表には未記載。例えば1983年に『のび太の恐竜』が単行本化（てんとう虫コミックス）された際には加筆修正により36頁増加したが、その作業ではたかや健二がチーフアシスタントを務めている。

| VOL | タイトル                                     | 初出年 | コマ割り、 下描き など | 顔の ペン入れ など | 体の ペン入れ など | 背景、 仕上げ など | 背景、 仕上げ など |
| --- | -------------------------------------------- | ------ | ---------------------- | ------------------ | ------------------ | ------------------ | ------------------ |
| 1   | のび太の恐竜の#1の途中までの短編流用分       | 1975   | F                      | F                  | 方                 |                    |                    |
| 1   | のび太の恐竜の上記より後                     | 1979   | F                      | F                  | 田                 | た                 | い                 |
| 2   | のび太の宇宙開拓史 #1–#4                     | 1980   | F                      | F                  | 田                 | た                 | い                 |
| 2   | のび太の宇宙開拓史 #5–#6                     | 1980   | F                      | F                  | た                 | い                 |                    |
| 3   | のび太の大魔境                               | 1981   | F                      | F                  | た                 | い                 | 西                 |
| 4   | のび太の海底鬼岩城                           | 1982   | F                      | F                  | た                 | い                 | 西                 |
| 5   | のび太の魔界大冒険                           | 1983   | F                      | F                  | た                 | い                 | 西                 |
| 6   | のび太の宇宙小戦争                           | 1984   | F                      | F                  | た                 | い                 | 西                 |
| 7   | のび太と鉄人兵団                             | 1985   | F                      | F                  | た                 | い                 | 西                 |
| 8   | のび太と竜の騎士 #1                          | 1986   | F                      | F                  | た                 | い                 | 西                 |
| 8   | のび太と竜の騎士 #2–#5                       | 1986   | F                      | F                  | い                 | 西                 |                    |
| 9   | のび太の日本誕生                             | 1988   | F                      | F                  | 西                 | 萩                 |                    |
| 10  | のび太とアニマル惑星                         | 1989   | F                      | F                  | 西                 | 萩                 |                    |
| 11  | のび太のドラビアンナイト                     | 1990   | F                      | F                  | 西                 | 萩                 |                    |
| 12  | のび太と雲の王国                             | 1991   | F                      | F                  | 西                 | 萩                 |                    |
| 13  | のび太とブリキの迷宮                         | 1992   | F                      | F                  | 西                 | 萩                 |                    |
| 14  | のび太と夢幻三剣士                           | 1993   | F                      | F                  | 西                 | 萩                 |                    |
| 15  | のび太の創世日記                             | 1994   | F                      | F                  | 萩                 |                    |                    |
| 16  | のび太と銀河超特急                           | 1995   | F                      | F                  | 萩                 |                    |                    |
| 17  | のび太のねじ巻き都市冒険記 #1の扉と冒頭3頁分 | 1996   | F                      | F                  | 萩                 |                    |                    |
| 17  | のび太のねじ巻き都市冒険記 #1の続き–#3       | 1996   | F                      | 萩                 | 萩                 |                    |                    |
| 17  | のび太のねじ巻き都市冒険記 #4–#6             | 1996   | 萩                     | 萩                 | 萩                 |                    |                    |
| 18  | のび太の南海大冒険                           | 1997   | 萩                     | 萩                 | 萩                 |                    |                    |
| 19  | のび太の宇宙漂流記                           | 1998   | 萩                     | 萩                 | 萩                 | 岡                 |                    |

## 藤本没後

### 1997年9月〜2004年
原作者である藤本（藤子・F・不二雄）の死後も毎年3月の新作映画公開は続けられた。これに伴い、漫画も藤子・F・不二雄プロによって生前と同様に映画公開に先行する形で『月刊コロコロコミック』に発表が続けられ、単行本も『大長編ドラえもん』の続巻として発行された。ただし、藤子プロ名義の単行本には「まんが版▷映画シリーズ」というシリーズ名が追加され、藤本が執筆したものとは区別されている。
この形での連載・単行本化は、『のび太のワンニャン時空伝』が最後となった。全24巻。
そして、映画第25作目でアニメ映画第1期最後の映画となった『ドラえもん のび太のワンニャン時空伝』が2004年（平成16年）3月に公開された。

### 2006年〜
声優を交替して『ドラえもん のび太の恐竜2006』（2006年公開）から始まった第2期映画の漫画版は、後の『のび太と奇跡の島』以降の一部の作品は『月刊コロコロコミック』での連載を「大長編ドラえもん」として扱っているが、多くの作品の単行本は「映画ストーリー」シリーズとして発行されている。
『大長編ドラえもん まんが版▷映画シリーズ』では単行本表紙に記載される著者は藤子・F・不二雄プロのみであったが、「映画ストーリー」シリーズでは「岡田康則　[原作]藤子・F・不二雄」のように、漫画執筆者の名前も記載されるようになった。
『ドラえもん 新・のび太の宇宙開拓史』以降、映画が過去作のリメイク作品の場合は『月刊コロコロコミック』にて本編のアナザーストーリーが掲載されたが、いずれも単行本化はされていない。

## 大長編の特色と短編との違い
『大長編ドラえもん』は映画化を前提に描かれており、1話完結が原則となる短編に比べて物語の規模が大きいのが特徴。短編では「日常の中の非日常」を軸として狭い町内を舞台に数人の登場人物だけで物語が進むことが多いが、このシリーズでは地球上の未知の領域や、他の惑星、過去の世界といった非日常の世界が舞台に据えられており、その世界の住人や強力な敵などさまざまな人物が登場する。

### 主要メンバー
このシリーズでは主要メンバーがドラえもん、のび太、しずか、ジャイアン、スネ夫の5人に固定されており、その作品のゲストキャラとの協力で危機を解決することが多い。
主人公であるドラえもんについては、のび太などの活躍によって出番がやや喰われ気味であるが、頭脳でリーダーシップをとる指揮官としてのポジションは確保している。それだけでなく、作品によっては主人公に相応しい活躍をしたり、終盤で重要な役割を担うこともある。また、どの作品においてもドラえもんのひみつ道具が切り札となっている。ただし、ひみつ道具の一部あるいは全部が一時的に使用不可能になる展開の作品もある。
のび太については、短編と比べて大長編では勇敢になり、大活躍することが多い。ただし、非日常的な冒険世界に突入する前の冒頭の日常パートは短編通りのダメ人間であることが多い。また、非日常世界に入った後もドジな点は強調されることが多く、移動のとき1人だけ置いてけぼりになったり、タケコプターのバッテリーが切れるときは何故かいつも彼が一番先という描写がよく見られる。
しずかについては、短編以上に穏和な少女として描かれており、敵に対し、平和的解決を図ろうとする場面が多い（『のび太と鉄人兵団』『のび太と竜の騎士』『のび太と雲の王国』など）。また、短編以上にのび太に気があるような描写が目立っており、後の作品ほど顕著になる（『のび太と鉄人兵団』『のび太のドラビアンナイト』『のび太と夢幻三剣士』など）。
ジャイアンについては、短編でのいじめっ子という描写は少なくなり「頼れるいいやつ」としての表現が顕著になる。ただし、非日常的な冒険世界に突入する前の冒頭の日常パートは短編通りのわがままで乱暴で理不尽な性格であることが多い。
スネ夫については、短編での陰険な性格は鳴りを潜める傾向があるが、すぐに弱気を吐露したり「ママー！」と泣き出したりするなど弱虫としての描写が多く見られ、スネ夫がトラブルメーカーとして扱われる作品もある。一方で、持ち前の蘊蓄や観察力、技術力を発揮し、参謀・技師・一行の知恵袋といった「頭脳派キャラ」として活躍する作品も多い。非日常的な冒険世界に突入する前の日常パートでの描写はほぼ短編通りである。
またジャイアンとスネ夫は、お人好しな他の3人との対比で、敵か味方か分からない勢力への疑念や警戒感を持つよう他のメンバーに促したり、負傷した敵の救助に反対したり、身勝手な行動を取って危機に陥る描写も見られる。

### 主要メンバー以外の短編登場人物
主要メンバー5人以外の短編登場人物が問題解決に介入することはほとんどない。
例外はドラミとタイムパトロールであり、『のび太の魔界大冒険』（映画のみの作品では『のび太のパラレル西遊記』も）ではドラミが、『のび太の恐竜』『のび太の日本誕生』『のび太の南海大冒険』ではタイムパトロールが問題解決に大きな役割を果たしている。また『のび太と雲の王国』ではキー坊やドンジャラ村のホイなど短編に登場したキャラクターが登場し、ドラえもんやのび太に力を貸した。
野比のび助（パパ）や野比玉子（ママ）ら主要メンバーの親たちは、大長編にもよく登場するものの、登場は日常パートに限られ、冒険に参加することはない。
しかし冒険の起点がのび太の部屋であることが多いため、ママが意識せず間接的に冒険に影響を及ぼすことがある。部屋に入ってきて「また勉強もしないで」と言って重要な道具を捨てたり、いじったりすることや、お説教と外出禁止処分でのび太の足止めをするのがその典型である。
そうした行動がのび太たちにとって妨害・障害・危険になることもあれば（『竜の騎士』『ドラビアンナイト』『宇宙漂流記』など）、そのおかげで助かる場合もある（『夢幻三剣士』など）。またママがどこでもドアのダイヤルを適当にいじったせいで結果的にドラえもんたちが天上人が地上文明を洗い流そうとしていることを知ることができたこともあった（『雲の王国』）。
基本的に主要メンバーの親たちがのび太たちの冒険に気付くことはない。
ただ、『のび太の宇宙小戦争』ではピリカ星のパピを匿った時は、のび太の両親も受け入れて一緒に食事を取っており、異星人の存在を認知している。
また、遺作となった『のび太のねじ巻き都市冒険記』では、のび太たちが過去に「危険な大冒険」をしていたことに気付いており、母親達が揃って、のび太たちがまたそのようなことに身を投じていないか様子を見に来る描写がある。この他『のび太の海底鬼岩城』では、のび太はドラえもん達と一緒に海底探検に行く際、ママには「海水浴に行く」とごまかしていたが、ママはテレビで海底火山の噴火のニュースを聞き、のび太たちが噴火に巻き込まれるのではないかと危惧した場面がある。藤子プロの作品では『のび太と奇跡の島』で、特殊な形でのび太のパパが冒険に参加するが、彼はその後に冒険の記憶を失っている。
のび太の両親が冒険の起点になることもあり、『のび太の大魔境』では最序盤、のび太がたまたま拾ってきたペコ（クンタック王子）が、ママが無くした財布を見つけた大手柄によりママの許しを得てペットとして認められ、一時期野比家の家族になったことで冒険が始まっている。『のび太とブリキの迷宮』ではパパがブリキンホテルの予約を取ったことで冒険が始まっている。ただし、どちらもその後冒険するのは主要メンバー5人だけであり、のび太の両親は冒頭以外登場しない。
学校のキャラクターでは出木杉英才と先生が複数の大長編に登場しているが、彼らの登場も日常パートに限られ、冒険に参加することはなく、冒険に気付くこともない。
ただ、『のび太の創世日記』では、異世界の日記は夏休みの自由研究として書かれた物なので、先生への提出を前提としていることになる。
その他の短編キャラクターでは神成さんが『のび太の大魔境』『のび太と竜の騎士』に登場し、空き地に置きっぱなしにされたドラえもんの道具に怒って破壊し、結果的に妨害する役割を果たしている。
スネ夫のいとこスネ吉は直接は登場していないが『鉄人兵団』ではスネ夫のラジコンロボットのミクロス、『宇宙小戦争』ではスネ夫のプラモジオラマの製作者として言及がある。
ジャイ子は大長編に登場したことはない。
主要メンバー以外は冒険に参加しないという事情のため、人間関係も短編とはやや異なる。例えば、短編ではジャイアンやスネ夫がのび太をバカにしたり仲間はずれにした（ここまでは大長編でも導入によく使われる）仕返しに、ドラえもんやのび太はジャイアンとスネ夫を仲間はずれにして、しずかや他の町の同級生たちと道具で遊ぶことがある。しかし、大長編ではジャイアンとスネ夫を締め出そうとしても見つかって失敗することが多く、結局は仲間になる。逆に、短編なら不特定多数の町の子供を誘うような場合でも、大長編では「いつもの5人」以外の町の子供は仲間に入れようとせず、興味を持たれると嘘をついてまでして追い返している描写も存在する（『のび太の日本誕生』、『のび太と雲の王国』）。『のび太とアニマル惑星』『のび太と翼の勇者たち』では、漫画にはあった出木杉の登場シーンがまるまるカットされたこともある。

### 短編や他の大長編への影響
大長編で描かれる物語はその作品のみで完結しており、その大長編用に登場した世界やキャラクターが他の大長編や短編に登場することはない。ただし、短編「いつでもどこでもスケッチセット」では『のび太の日本誕生』での一シーンが道具によって描かれた絵として登場するなど繋がりが描写されることや、ペットの話になった際に、犬や猫だけでなく恐竜が加えられるなど内容に過去の大長編の内容やその後の時系列を示唆するものが紛れている。
また大長編の作品中では、基本的に主要メンバー5人以外の地球人類（現代の地球の地上で生活するヒト）は、ストーリーの本筋に関与せず、冒険の内容を知ることもない。
そのため5人が問題解決しなかったら、地球人類が滅亡の危機に晒されていたような場合でも、地球人類から感謝されたり英雄視されたりすることはなく、5人の生活に変化は生じず、むしろ5人が非日常の事件を解決して短編のような日常生活に戻ることが大長編のエンディングとなることが多い。それによって短編や他の大長編に影響を与えないような物語構造になっている。

### 主なひみつ道具
大長編で頻繁に登場するひみつ道具は、移動手段として、どこでもドア、タケコプター、タイムマシン、通りぬけフープなど。武器として、空気砲、ショックガン、ひらりマント、スモールライトなど。意志疎通手段としてほんやくコンニャク、桃太郎印のきびだんごなどである。
大長編でのみ使用される新しい道具も少なくない。逆に、あまりにも便利過ぎて簡単に問題が解決してしまう道具や、強力過ぎて簡単に敵を全滅させられるような道具は登場しない傾向が強い。

## 単行本
本節では『大長編ドラえもん』（第1作〜第24作）の各単行本及び『大長編』をまとめて収録した単行本に類する雑誌増刊の概説を記載する。各単行本の書誌情報については#書誌情報を参照。
いずれも通常の『ドラえもん』とは独立した『大長編ドラえもん』の単行本として発行。原則として1つの長編毎に1冊としてまとめられているが、『大長編ドラえもん大全集』と〈藤子・F・不二雄大全集〉の2つは例外的に1冊に複数の長編を収録している。
連載時の各回ごとの扉絵はカットされ、区切りの無い一つの長いエピソードとして収録されている（ただし、第21作からはいくつかの章に区切られて収録されることもある）。同時に様々な加筆修正も行われている。
1983年（昭和58年）に〈てんとう虫コミックス〉で初単行本化されるまでは、『コロコロ』増刊の〈カラーコミックス〉として1作を1冊にまとめたものが毎年発行された。〈てんとう虫コミックス〉で最初に単行本化されたのは同年に連載が終了したVOL.4『のび太の海底鬼岩城』。以降の作品は原則として連載終了の同年に単行本が発行されている。
以下特記のない限り、書名は『大長編ドラえもん』。中央公論社の〈中公コミックス 藤子不二雄ランド〉を除き、発行は全て小学館。
『映画まんがドラえもん』〈カラーコミックス〉、全4巻、B5判
1980年 - 1983年
『月刊コロコロコミック』増刊号。映画化された大長編漫画を初めてまとめたものであり、冒頭のカラーページのみフルカラーで、その後は2色で収録している。『のび太の恐竜』から『のび太の海底鬼岩城』までの4作を1巻に1作ずつ収録している。その後は『映画原作ドラえもん』〈コロコロコミック特別増刊〉として発行が続いた。
『別冊コロコロコミック』
1985年 - 1986年
この時期の別冊に『大魔境』と本誌連載終了直後の『宇宙小戦争』『鉄人兵団』が一挙掲載されている。扉絵のカット等の加筆修正もこの段階で行われ、単行本化の際にはさらに追加修正が行われた。
〈てんとう虫（コロコロ）コミックス〉、全24巻、新書判
1983年 - 2004年
オリジナルの単行本であり、全24作の長編を1巻に1作ずつ収録している。原則として連載終了の同年に単行本が発行された。
最初に単行本化されたのは単行本化開始と同年に連載が終了したVOL.4『のび太の海底鬼岩城』。当初単行本化されていなかった初期3作は以降の新刊発行までの間々で発行がなされ、単行本化順は VOL.4『のび太の海底鬼岩城』→VOL.1『のび太の恐竜』→VOL.2『のび太の宇宙開拓史』→VOL.5『のび太の魔界大冒険』→VOL.3『のび太の大魔境』→VOL.6『のび太の宇宙小戦争』となっている。
また作者の体調不良により漫画での連載が中断されたVOL.12『のび太と雲の王国』は後に執筆された完結編を収録して連載終了の翌々年に発行されており、例年通りに発行されたVOL.13『のび太とブリキの迷宮』よりも後の発行となった。
映画版の主題歌の歌詞が書かれた描き下ろしページの追加が恒例となっているが、『のび太の海底鬼岩城』『のび太の魔界大冒険』『のび太と鉄人兵団』『のび太と翼の勇者たち』『のび太とふしぎ風使い』『のび太のワンニャン時空伝』にはこのページが存在しない。
VOL.21からVOL.24の岡田執筆による4巻の単行本は、章立て構成となっているほか、描き下ろし漫画作品が同時収録されているなど体裁が異なっている。
2006年の『ドラえもん のび太の恐竜2006』公開時には「特製アクションバッジ」とセットになったVOL.1『のび太の恐竜』の単行本が、2007年の『ドラえもん のび太の新魔界大冒険 〜7人の魔法使い〜』公開時には「マジカル両面ストラップ」とセットになったVOL.5『のび太の魔界大冒険』の単行本が発売された。
『映画原作大長編ドラえもん』中央公論社〈中公コミックス 藤子不二雄ランド〉、全9巻、小B6判
1987年 - 1990年
FFランド第1期で『のび太の恐竜』から『のび太の日本誕生』までの9作を1巻に1作ずつ収録している。第2期が刊行されなかったため、『のび太とアニマル惑星』以降の作品は収録されていない。
〈小学館コロコロ文庫〉、全17巻、文庫判
1995年 - 1998年
文庫版。藤子・F名義の17作を1巻に1作ずつ収録しており、藤子プロ名義の18作目以降は文庫化されていない。
カラーの中表紙が挿入されている他、映画のシーンが口絵（DORA THE MOVIE FILE）として挿入されている。また、映画のポスターも掲載されている。
『ドラえもん のび太の恐竜』〈てんとう虫コミックスワイドスペシャル〉、全1巻、A3判
1999年9月1日
弱視者向けに拡大された判型の『ドラえもん のび太の恐竜』。同レーベルの『ドラえもん傑作選』と同時発売。194ページ。重さは750グラム。
『大長編ドラえもん大全集』、全4巻、A5判
2004年発行
映画「ドラえもん」25周年記念特別号として発行された『月刊コロコロコミック』の2004年2月 - 5月増刊号。『大長編』全24作に『ぼく、桃太郎のなんなのさ』を加えた25作を、映画の公開順で全4巻に収録。各巻の収録内容は以下の通り（VOLの番号が示す作品は#作品一覧を参照）。
- 第1巻 - VOL.1〜5、『ぼく、桃太郎のなんなのさ」
- 第2巻 - VOL.6〜11
- 第3巻 - VOL.12〜17
- 第4巻 - VOL.18〜24

『カラー版 ドラえもん のび太の恐竜』〈ぴっかぴかコミックススペシャル〉全1巻
2006年
〈カラーコミックス〉の復刻版で、〈てんとう虫コロコロコミックス〉収録時の加筆・修正以前の状態で収録されている。
〈藤子・F・不二雄大全集〉全6巻、A5判
2010年9月 - 2012年5月
雑誌掲載時のカラー原稿を再現した完全版。藤本自身が執筆した16作を時代順に全6巻で収録。各作の収録巻については#作品一覧を参照。

## 書誌情報
特記のない限り、著者は藤子・F・不二雄。中央公論社の〈中公コミックス 藤子不二雄ランド〉を除き、発行は全て小学館。

- 藤子・F・不二雄[注 24]／藤子・F・不二雄プロ[注 25]『大長編 ドラえもん』〈てんとう虫（コロコロコ）ミックス〉[注 22] 全24巻、新書判 [注 26]
  1. 『のび太の恐竜』1983年12月25日初版発行（11月28日発売[小 1]）、ISBN 4-09-140602-5
  2. 『のび太の宇宙開拓史』1984年3月25日初版発行（2月28日発売[小 2]）、ISBN 4-09-140603-3
  3. 『のび太の大魔境』1985年9月25日初版発行（8月28日発売[小 3]）、ISBN 4-09-140605-X
  4. 『のび太の海底鬼岩城』1983年6月25日初版発行（5月28日発売[小 4]）、ISBN 4-09-140601-7
  5. 『のび太の魔界大冒険』1984年10月25日初版発行（9月28日発売[小 5]）、ISBN 4-09-140604-1
  6. 『のび太の宇宙小戦争』1985年11月25日初版発行（10月28日発売[小 6]）、ISBN 4-09-140606-8
  7. 『のび太と鉄人兵団』1987年2月25日初版発行（1月28日発売[小 7]）、ISBN 4-09-140607-6
  8. 『のび太と竜の騎士』1988年6月25日初版発行（5月28日発売[小 8]）、ISBN 4-09-140608-4
  9. 『のび太の日本誕生』1989年8月25日初版発行（7月28日発売[小 9]）、ISBN 4-09-140609-2
  10. 『のび太とアニマル惑星』1990年11月25日初版発行（10月27日発売[小 10]）、ISBN 4-09-140610-6
  11. 『のび太のドラビアンナイト』1991年8月25日初版発行（7月27日発売[小 11]）、ISBN 4-09-141751-5
  12. 『のび太と雲の王国』1994年7月25日初版発行（6月28日発売[小 12]）、ISBN 4-09-141752-3
  13. 『のび太とブリキの迷宮』1993年8月25日初版発行（7月28日発売[小 13]）、ISBN 4-09-141753-1
  14. 『のび太と夢幻三剣士』1994年9月25日初版発行（8月27日発売[小 14]）、ISBN 4-09-141754-X
  15. 『のび太の創世日記』1995年9月25日初版発行（8月28日発売[小 15]）、ISBN 4-09-141755-8
  16. 『のび太と銀河超特急』1996年9月25日初版発行（8月28日発売[小 16]）、ISBN 4-09-141756-6
  17. 『のび太のねじ巻き都市冒険記』1997年9月25日初版発行（8月28日発売[小 17]）、ISBN 4-09-141757-4
  18. (1)『のび太の南海大冒険』1998年10月25日初版発行（9月28日発売[小 18]）、ISBN 4-09-141758-2
  19. (2)『のび太の宇宙漂流記』1999年10月25日初版発行（9月28日発売[小 19]）、ISBN 4-09-141759-0
  20. (3)『のび太の太陽王伝説』2000年8月25日初版発行（7月28日発売[小 20]）、ISBN 4-09-141760-4
  21. (4)『のび太と翼の勇者たち』2001年8月25日初版発行（7月28日発売[小 21]）、ISBN 4-09-142861-4
  22. (5)『のび太とロボット王国』2002年9月25日初版発行（8月28日発売[小 22]）、ISBN 4-09-142862-2
  23. (6)『のび太とふしぎ風使い』2003年8月25日初版発行（7月28日発売[小 23]）、ISBN 4-09-142863-0
  24. (7)『のび太のワンニャン時空伝』2004年9月25日初版発行（8月27日発売[小 24]）、ISBN 4-09-142864-9
- 藤子・F・不二雄[注 27]『映画原作大長編ドラえもん』中央公論社〈中公コミックス 藤子不二雄ランド〉全9巻、小B6判[注 28]
  1. (142) 「のび太の恐竜」1987年5月8日、ISBN 4-12-410142-2
  2. (154) 「のび太の宇宙開拓史」1987年8月14日、ISBN 4-12-410154-6
  3. (170) 「のび太の大魔境」1987年12月4日、ISBN 4-12-410170-8
  4. (186) 「のび太の海底鬼岩城」1988年4月8日、ISBN 4-12-410186-4
  5. (198) 「のび太の魔界大冒険」1988年7月8日、ISBN 4-12-410198-8
  6. (210) 「のび太の宇宙小戦争」1988年10月14日、ISBN 4-12-410210-0
  7. (218) 「のび太と鉄人兵団」1988年12月2日、ISBN 4-12-410218-6
  8. (231) 「のび太と竜の騎士」1989年3月17日、ISBN 4-12-410231-3
  9. (282) 「のび太の日本誕生」1990年4月3日、ISBN 4-12-410282-8
- 『大長編ドラえもん』〈小学館コロコロ文庫〉全17巻、文庫判
  1. 「のび太の恐竜」1995年2月24日発売[小 25]、ISBN 4-09-194011-0
  2. 「のび太の宇宙開拓史」1995年2月24日発売[小 26]、ISBN 4-09-194012-9
  3. 「のび太の大魔境」1995年2月24日発売[小 27]、ISBN 4-09-194013-7
  4. 「のび太の海底鬼岩城」1995年7月21日発売[小 28]、ISBN 4-09-194014-5
  5. 「のび太の魔界大冒険」1995年7月21日発売[小 29]、ISBN 4-09-194015-3
  6. 「のび太の宇宙小戦争」1995年7月21日発売[小 30]、ISBN 4-09-194016-1
  7. 「のび太と鉄人兵団」1996年2月23日発売[小 31]、ISBN 4-09-194017-X
  8. 「のび太と竜の騎士」1996年2月23日発売[小 32]、ISBN 4-09-194018-8
  9. 「のび太の日本誕生」1996年2月23日発売[小 33]、ISBN 4-09-194019-6
  10. 「のび太とアニマル惑星」1996年7月19日発売[小 34]、ISBN 4-09-194020-X
  11. 「のび太のドラビアンナイト」1996年7月19日発売[小 35]、ISBN 4-09-194081-1
  12. 「のび太と雲の王国」1996年7月19日発売[小 36]、ISBN 4-09-194082-X
  13. 「のび太とブリキの迷宮」1997年2月21日発売[小 37]、ISBN 4-09-194083-8
  14. 「のび太と夢幻三剣士」1997年2月21日発売[小 38]、ISBN 4-09-194084-6
  15. 「のび太の創世日記」1997年2月21日発売[小 39]、ISBN 4-09-194085-4
  16. 「のび太と銀河超特急」1998年10月28日発売[小 40]、ISBN 4-09-194086-2
  17. 「のび太のねじ巻き都市冒険記」1998年10月28日発売[小 41]、ISBN 4-09-194087-0
- 『ドラえもん のび太の恐竜』〈てんとう虫コミックスワイドスペシャル〉 1999年9月1日発売[小 42]、ISBN 4091761119、A3判
- 『カラー版 ドラえもん のび太の恐竜』〈ぴっかぴかコミックススペシャル〉 2006年2月1日発売[小 43]、ISBN 4-09-148028-4、A5変形判
- 『大長編ドラえもん』〈藤子・F・不二雄大全集〉 全6巻[27]、A5判 [注 29]
  1. (021) 2010年9月29日初版第1刷発行（9月24日発売[小 44]）、ISBN 978-4-09-143438-8
  2. (022) 2011年1月30日初版第1刷発行（1月25日発売[小 45]）、ISBN 978-4-09-143449-4
  3. (023) 2011年7月30日初版第1刷発行（7月25日発売[小 46]）、ISBN 978-4-09-143466-1
  4. (024) 2011年12月27日初版第1刷発行（12月22日発売[小 47]）、ISBN 978-4-09-143478-4
  5. (025) 2012年3月28日初版第1刷発行（2012年3月23日発売[小 48]）、ISBN 978-4-09-143486-9
  6. (026) 2012年5月30日初版第1刷発行（2012年5月25日発売[小 49]）、ISBN 978-4-09-143499-9

### Web
#作品一覧の参考とした。
- おおはた (2010年8月7日). “ドラちゃんのおへや”. はなバルーン倶楽部. 2010年11月10日閲覧。
- “藤子・Ｆ・不二雄作品データベース”. からつぶ - archive.today（2013年1月4日アーカイブ分） (2010年8月25日). 2010年11月10日閲覧。
- 川路 康裕 (2007年1月5日). “藤子不二雄GALLERY”. 2010年11月10日閲覧。